# Daniel Heinrich Arnoldt

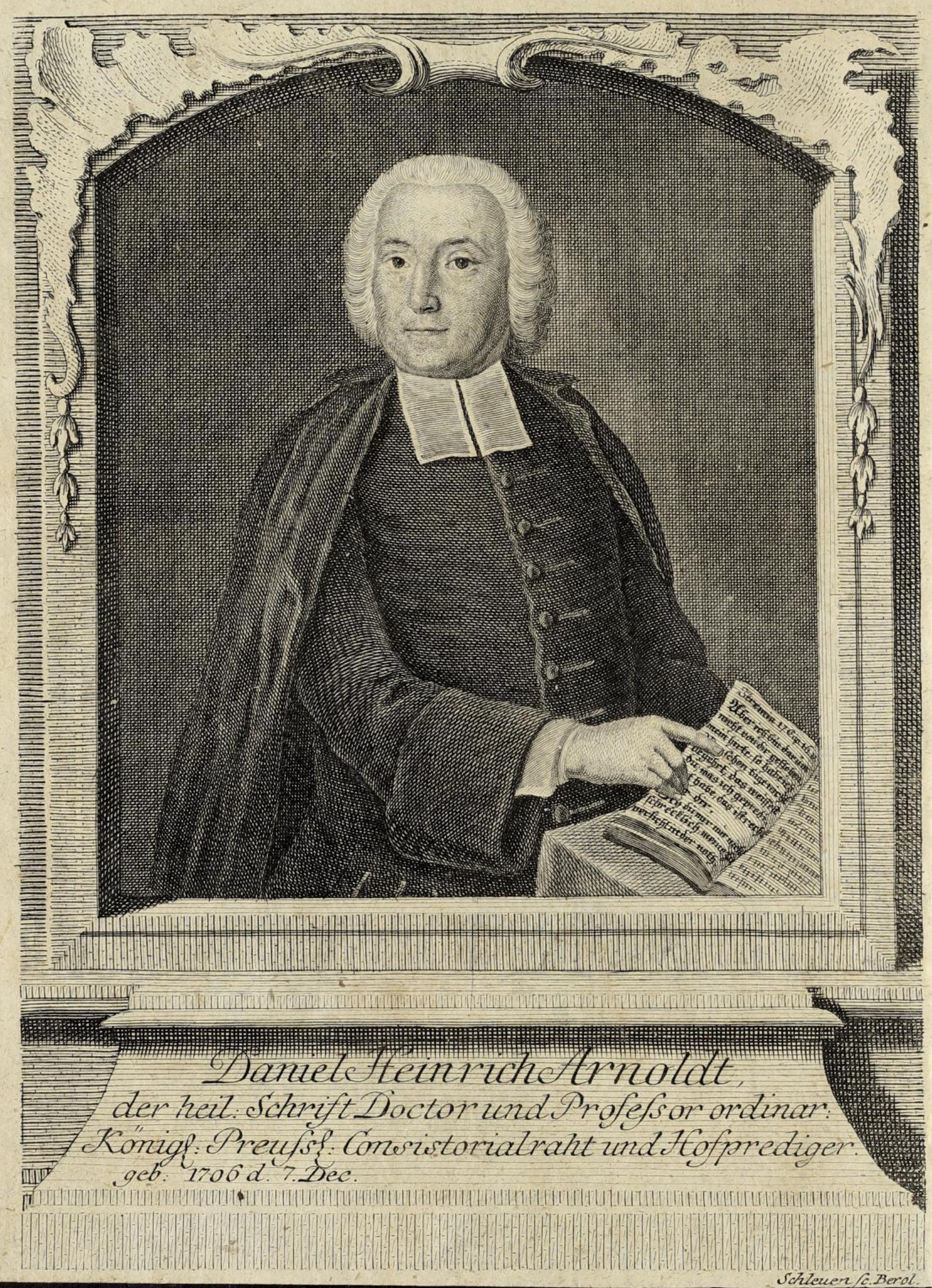
Porträt Arnoldts aus Vernunft- und Schriftmäßige Gedanken von den Lebenspflichten der Christen (1764)

Daniel Heinrich Arnoldt (* 7. Dezember 1706 in Königsberg; † 30. Juli 1775 ebenda) war ein deutscher lutherischer Theologe, Geistlicher und ab 1770 Generalsuperintendent zu Königsberg.

## Leben
Daniel Heinrich Arnoldt, Sohn eines Kaufmanns, besuchte Schulen in seiner Heimatstadt, studierte an der Albertus-Universität, an der er am 2. Oktober 1721 immatrikuliert wurde, sowie an der Universität Halle und erlangte am 25. Oktober 1728 den Magister-Titel. Im darauffolgenden Jahr ernannte man ihn zum außerordentlichen Professor der Philosophie, 1732 zum Konsistorialrat und zum Doktor der Theologie und 1733 zum außerordentlichen Professor der Theologie sowie zum Pfarr-Adjunkt. Im Jahre 1734 wurde Arnoldt zudem zum ordentlichen Professor der Theologie und zum zweiten königlichen Hofprediger ernannt. Im Jahr 1763 wurde Arnoldt Schulleiter des Friedrichskollegs. 1770 folgte er Christoph Langhansen als Generalsuperintendent und qua Amt im Vorsitz des lutherischen Preußischen Konsistoriums, der regionalen Kirchenbehörde des Lutherischen Oberkonsistoriums zu Berlin, die für die gesamte Monarchie zuständig waren. Zudem wurde er erneut Adjunkt und zwei Jahre später Oberhofprediger. Diese Stelle und die Generalsuperintendentur hatte er bis zu seinem Tod am 30. Juli 1775 inne. Nach einiger Vakanz folgte ihm 1776 Johann August von Starck als Generalsuperintendent. Auch war Daniel Heinrich Arnoldt ein Mitglied der Deutschen Gesellschaft und ab 1770 deren Präsident.

## Werke
- Ad audiendas iurisprudentiae naturalis praelectiones publicas in auditorio philosophorum … habendas, omnes, qui bonis artibus in Academia Regiomontana operam navant, humaniter invitat, et simul introductionem in iurisprudentiae naturalis scientiam breviter tradit. Typis Reusnerianis, Regiomonti [Königsberg] 1730.
- Versuch einer systematischen Anleitung zur Poesie überhaupt. Königsberg 1732.
- Versuch einer nach demonstrativer Lehrart entworfenen Anleitung zur Poesie der Teutschen. 1740.
- Ausführliche und mit Urkunden versehene Historie der Königsberger Universität. Zwei Teile. 1746; archive.org.
- Zusätze zu meiner Historie der Königsberger Universität, nebst einigen Verbesserungen derselben, und zweyhundert und fünfzig Lebensbeschreibungen Preußischer Gelehrten. Königsberg i. Pr. 1756; archive.org.
- Vernunft- und Schriftmäßige Gedanken von den Lebenspflichten der Christen. Königsberg / Leipzig 1764.
- Kurzgefaßte Kirchengeschichte des Königreichs Preußen. Königsberg 1769 (books.google.de).
- Geschichte des Königreichs Preußen. 1769.
- Kirchenrecht des Königreichs Preußen. 1771.
- Kurzgefaßte Nachrichten von allen seit der Reformation an den lutherischen Kirchen in Ostpreußen gestandenen Predigern. Königsberg 1777 (books.google.de).